# Хамі (область)
Хамі, або Кумул (область або префектура; кит. 哈密, пін. Hāmì; уйг. قۇمۇل ۋىلايىتى) — міська область у Сіньцзян-Уйгурському автономному районі КНР. Загальна площа — 140,749 тис. км². Адміністративний центр — місто-повіт Хамі (Кумул). Прославлений своєю сільськогосподарською продукцією, насамперед динями (хамійські дині).

## Географія та клімат

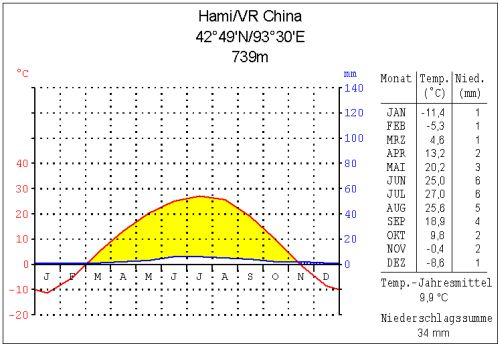
Кліматична діаграма Кумула (Хамі)

Рельєф округу рівнинний та гірський. Деякі частини лежать майже до 150 метрів нижче рівня моря (див. Хамійська западина). Посеред регіону піднімається область Східного Тянь-Шаню у групі Карликтагу на висоту майже 4900 метрів. Для округу характерні різкі коливання температур повітря, від 43 °C улітку до -32 °C узимку.

## Назви
Округ у новоуйгурській мові іменується як «Кумул» або «Комул» (мовою оригіналу — K̡umul, K̡omul). Під назвою «Камул» відповідна оаза згадується у записах при подорожі до Китаю єзуїтів Маттео Річчі та Бенедикта Геша, які відвідали оазу в 1615 році.
Найдавнішою китайською назвою є Kūnmò (昆莫), а в документах періоду імперії Хань оаза вже іменувалося як Yiwu (伊吾) чи Yīwúlú (伊吾 卢). За часів династії Тан за Кумулом закріпилася назва Yīzhōu (伊州), далі при династії Юань монгольська назва міста Qamil передавалася у китайській мові як Hāmìlì (哈密 力), а за імперії Мін Кумул вже відомий за сучасною назвою Hāmì (哈密).

## Населення
За даними перепису населення 2000 року, в окрузі Хамі проживало 492 096 мешканців. Щільність населення регіону становить 3,5 ос./км²
Розподіл населення за етнічною ознакою
| Національність | Кількість | Частка  |
| -------------- | --------- | ------- |
| Китайці        | 339 296   | 68,95 % |
| Уйгури         | 90 624    | 18,42 % |
| Казахи         | 43 104    | 8,76 %  |
| Хуейцзу        | 14 636    | 2,97 %  |
| Монголи        | 1970      | 0,4 %   |
| Маньчжури      | 1293      | 0,26 %  |
| Тибетці        | 191       | 0,04 %  |
| Ту             | 142       | 0,03 %  |
| Дунсяни        | 121       | 0,03 %  |
| Чжуани         | 119       | 0,02 %  |
| Туцзяни        | 110       | 0,02 %  |
| Сібо           | 101       | 0,02 %  |
| Росіяни        | 77        | 0,02 %  |
| Юйгу           | 73        | 0,01 %  |
| Інші           | 239       | 0,05 %  |

2010 року чисельність населення округу складала 572 499 осіб.

## Адміністративний поділ
| Карта                               | Карта         | Карта              | Карта                                                        | Карта            |
| ----------------------------------- | ------------- | ------------------ | ------------------------------------------------------------ | ---------------- |
| Хамі (Кумул) Аратюрюк Барколь-Казах |               |                    |                                                              |                  |
| Статус                              | Назва         | Китайською         | Уйгурською в'язь / латинка                                   | Населення (2010) |
| Міський район                       | Їчжоу         | 伊州区             | ئىۋىرغول رايونى Qumul Shehiri                                | 472 175          |
| Повіт                               | Аратюрюк      | 伊吾县             | ئارا تۈرۈك ناھىيىسى Ara Türük Nahiyisi                       | 24 783           |
| Автономний повіт                    | Барколь-Казах | 巴里坤哈萨克自治县 | ئاپتونوم ناھىيىسى باركۆل قازاق Barköl Qazaq Aptonom Nahiyisi | 75 442           |

## Мінеральні ресурси
Основними корисними копалинами округу Хамі є кам'яне вугілля, залізні руди, руди кольорових металів (нікелю, міді, золота). У цілому на території виявлено, розробляється та видобуваються 76 видів різних металів. Так, за оцінками у нещодавно розробленому родовищі нікелю Хамі міститься 15,8 млн тонн металу, і це родовище є другим У Китаї за вмістом нікелю. При тому близько 900 тис. тонн нікелю вже виявлено.